# 唐古特虎耳草
唐古特虎耳草（学名：Saxifraga tangutica）为虎耳草科虎耳草属下的一个种。

## 扩展阅读
- 維基物種上的相關：唐古特虎耳草